# Omphaloscelis polybela
Omphaloscelis polybela là một loài bướm đêm thuộc họ Noctuidae. Nó được tìm thấy ở Bắc Phi, từ Algérie at least tới Libya.

## Phụ loài
- Omphaloscelis polybela polybela (Algeria, ...)
- Omphaloscelis polybela teukyrana (Libya,...)